# Mount Crawford
Mount Crawford é uma cidade  localizada no estado norte-americano de Virginia, no Condado de Rockingham.

## Demografia
Segundo o censo norte-americano de 2000, a sua população era de 254 habitantes. Em 2006, foi estimada uma população de 285, um aumento de 31 (12.2%).

## Geografia
De acordo com o United States Census Bureau, a cidade tem uma área de 0,9 km².

## Localidades na vizinhança
O diagrama seguinte representa as localidades num raio de 16 km ao redor de Mount Crawford.